# Grupos Antiterroristas de Liberación
Die Grupos Antiterroristas de Liberación, kurz GAL, (deutsch: antiterroristische Befreiungsgruppen) waren verdeckt agierende paramilitärische Gruppen, die in der Zeit von 1983 bis 1987 als Todesschwadronen in Spanien und Frankreich aktiv waren und die Bekämpfung der baskischen Untergrundorganisation ETA und des baskischen Separatismus zum Ziel hatten. Die Kommandos trugen zwar die Bezeichnung einer Antiterroreinheit, agierten jedoch selbst mit terroristischen Mitteln. Sie waren für die Morde an 28 mutmaßlichen ETA-Mitgliedern oder Sympathisanten verantwortlich, von denen jedoch nachweislich etwa ein Drittel keinerlei Beziehung zur ETA gehabt hatte. Die GAL-Gruppen wurden illegal von hohen Funktionären der spanischen Regierung während der Amtszeit des sozialistischen Ministerpräsidenten Felipe González ins Leben gerufen. Sie wurden vom Innenministerium (Ministerio del Interior de España) für den Kampf gegen die ETA geführt, finanziert und protegiert. Nach Aufdeckung der Aktivitäten der GAL wurden der verantwortliche Innenminister und mehrere hohe Staatsbeamte zu langjährigen Haftstrafen verurteilt.

## Allgemeines

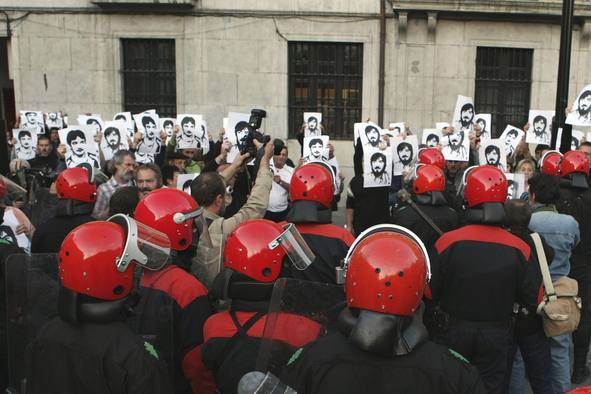
Demonstration zum Gedenken an Joxe Antonio Lasa und Joxe Ignacio Zabala 2008

Die GAL-Kommandos verübten sowohl Anschläge auf (tatsächliche und vermeintliche) ETA-Mitglieder als auch auf ETA-Sympathisanten. Den Auftakt der Aktivitäten der GAL-Kommandos bildete die Entführung und die anschließende Ermordung der ETA-Aktivisten José Antonio Lasa und José Ignacio Zabala im Oktober 1983 sowie die Entführung von Segundo Marey im Dezember 1983. Marey war ein nach Hendaye in Frankreich geflüchteter Baske ohne Kontakt zu ETA.
Zusammen mit seinem Freund Lasa und anderen Mitgliedern seines ETA-Kommandos nahm Zabala 1981 im Auftrag der ETA an einem bewaffneten Raubüberfall im spanischen Baskenland teil. Der Anführer des Kommandos wurde verhaftet; Lasa und Zabala gelang die Flucht nach Frankreich. Dort wurden sie am 15. Oktober 1983 von den GAL-Milizen entführt und unter der Leitung des Generals der Guardia Civil und Kommandanten der Kaserne Intxaurrondo, Enrique Rodríguez Galindo, tagelang verhört. Sie wurden danach ohne jegliches gerichtliches Verfahren mit einem Genickschuss getötet und in Busot, Alicante, in ungelöschtem Kalk verscharrt, bis ihre sterblichen Überreste 1985 von einem Jäger entdeckt wurden (Quelle?). Erst 1995 wurden die Leichen identifiziert. Galindo, die beiden mutmaßlichen Hauptausführenden Dorado und Bayo und andere wurden später in einem langwierigen und umstrittenen Prozess der Entführung und des Mordes für schuldig befunden und von der Audiencia Nacional de España zu langen Haftstrafen verurteilt. (Quelle?)
Die Anschläge der GAL wurden schwerpunktmäßig auf französischem Gebiet verübt. In ihrer aktiven Zeit von 1983 bis 1986 begingen die GAL-Kommandos insgesamt 28 Morde, darunter am 20. November 1984 an Santi Brouard in Bilbao, Anführer der baskischen linksnationalistischen Partei Herri Batasuna. Im Nachhinein stellte sich heraus, dass mehr als ein Drittel der GAL-Opfer keinerlei Beziehung zum Terrorismus hatte. Diese Periode des Anti-Terror-Kampfes des spanischen Staates wird in Spanien als la guerra sucia (schmutziger Krieg) bezeichnet.
Das Bekanntwerden der Hintergründe der GAL-Aktivitäten in den 1980er Jahren und insbesondere die (teils gerichtlich bewiesene, teils vermutete) Verwicklung hochrangiger Mitglieder der spanischen Regierung bis hin zum damaligen Ministerpräsidenten González hat wesentlich zu der Niederlage der spanischen Sozialisten (PSOE) bei den Parlamentswahlen im Jahr 1996 beigetragen. Die PSOE hat sich jedoch auch nach dieser Niederlage nicht zur Verantwortung in Bezug auf die Aktivitäten der GAL bekannt.
Während der Gerichtsprozesse zu den Geschehnissen rund um die GAL ist festgestellt worden, dass die Attentate und Entführungen der GAL in der Hauptsache durch französische Söldner durchgeführt wurden, die von spanischen Polizisten angeheuert worden waren. Die Finanzierung der Gruppen, so die Erkenntnisse der Ermittler, erfolgte aus speziell bereitgestellten Fonds und wurde vom spanischen Innenministerium über Mittelsmänner durchgeführt. Unter anderem wurde auch der sozialistische Innenminister José Barrionuevo 1998 wegen der Aktivitäten der GAL zu 10 Jahren Haft verurteilt.
Im Zusammenhang mit den Prozessen zu den GAL-Kommandos wurden u. a. folgende bekannte Personen verurteilt:
- José Barrionuevo, Innenminister.
- Rafael Vera, zuständiger Direktor für die Staatssicherheit.
- Ricardo García Damborenea, Generalsekretär der PSOE in Vizcaya.
- Francisco Álvarez-Cascos, Leiter des Antiterrorkampfes des spanischen Staates.
- Miguel Planchuelo, Leiter der „Informationsbrigade“ (Brigada de Información) in Bilbao.
- José Amedo, Polizist.

Bereits vor der GAL waren in Spanien – insbesondere während der Diktatur Francisco Francos – bewaffnete Gruppen tätig, die sich schwerpunktmäßig im Kampf gegen ETA betätigten. Hierzu gehören die Gruppen Triple A, Batallón Vasco Español (BVE), Comandos Antimarxistas, Grupos Armados Españoles und Antiterrorismo ETA (ATE).
Manche politische Beobachter gehen davon aus, dass die Aktionen der GAL indirekt dazu beigetragen haben, das Überleben von ETA bis in die 1990er Jahre und darüber hinaus zu sichern. Ausgangsüberlegung dieser Ansicht ist, dass die Verwicklung des spanischen Staates in die Aktivitäten der GAL dazu beitrug, die unter baskischen Nationalisten verbreitete These zu festigen, nach der es auch nach dem Ende von Francos Diktatur einen Krieg zwischen dem spanischen Staat und dem Baskenland gibt. Diese Position wird von ETA stets zur Rechtfertigung eigener terroristischer Anschläge vertreten und führte teilweise zu Sympathien auch im Ausland. Seit November 1998 vertritt die Opferhilfeorganisation Colectivo de Víctimas del Terrorismo en el País Vasco (COVITE) sowohl die Interessen der Opfer der GAL als auch die Interessen der Opfer von ETA.
Am 13. Dezember 2016 wurde das ehemalige GAL Mitglied Daniel Fernández Aceña von der Guardia Civil in Segovia verhaftet. Er war nach dem Mord an dem französischen Eisenbahner Jean Pierre Leiba 1984 zu einer Haftstrafe von 29 Jahren und 10 Monaten verurteilt worden. Nach seiner Haftentlassung reiste er nach Afghanistan, Syrien und Palästina. In seiner Wohnung wurde djihadistisches Propagandamaterial gefunden und er habe sich selber radikalisiert und IS-Propagandamaterial in Sozialen Medien weiterverbreitet. Er gilt laut Angaben als äußerst gefährlich und soll ein Attentat geplant haben.
Juni 2020 wurde die Einrichtung einer Untersuchungskommission zur Aufklärung der Morde und andere Verbrechen im spanischen Parlament abgelehnt. Die Ablehnung basierte auf den Stimmen der Sozialdemokraten (PSOE), der rechten Volkspartei (PP) und der ultrarechten VOX. Auch den früheren PSOE-Vorsitzenden und Ministerpräsident Felipe González vorzuladen, wurde abgelehnt, obwohl freigegebene Dokumente des US-Geheimdienstes CIA das offene Geheimnis bestätigten, dass González hinter den Todesschwadronen stand, für die Söldner angeheuert worden waren.